# Il'ja L'vovič Sel'vinskij
Il'ja L'vovič Sel'vinskij (in russo Илья Львович Сельвинский?, in ucraino Ілья Львович Сельвінський?, Il'ja L'vovyč Sel'vins'kyj; Sinferopoli, 12 ottobre 1899 – Mosca, 22 marzo 1968) è stato un poeta sovietico.

## Biografia
Ebbe un'esistenza errabonda e avventurosa; prese parte diretta alla Rivoluzione Russa e in seguito fece molti e diversi mestieri.
Come poeta, tentò le vie più ardite dello sperimentalismo sia nel senso di un rinnovamento dei contenuti tradizionali della poesia, sia della ricerca di un linguaggio nuovo che rispondesse alla civiltà dell'industria e della tecnica.
Fu tra i fondatori del costruttivismo russo e anche quando, nel 1930, il movimento ebbe forzosamente fine, Sel'vinskij non abbandonò del tutto le proprie ricerche formali. Fra le sue opere più rilevanti spicca A chi serve la poesia? del 1962.